# Петрович, Радосав
Радосав (Рача) Пе́трович (серб. Радосав (Раћа) Петровић; род. 8 марта 1989, Уб, Подриньско-колубарское МРС) — сербский футболист, полузащитник кипрского клуба АПОЭЛ. Выступал за сборную Сербии.

## Клубная карьера
20 июня 2008 года Радосав Петрович перешёл в белградский «Партизан» из клуба «Раднички» (Обреновац). Петрович подписал контракт с «Партизаном» на пять лет и получил в клубе номер 20.
Первый официальный матч за «Партизан» Петрович провёл 6 августа 2008 года во втором квалификационном раунде Лиги чемпионов против «Интера» из Баку. 21 мая 2009 года Петрович забил за «Партизан» первый гол в финальном матче Кубка Сербии против «Севойно», обеспечив победу своему клубу со счётом 3:0. В июне 2009 года Петрович взял себе 8-й номер, ввиду ухода из команды в «Депортиво Ла-Корунья» носившего его до этого Жуки.
Летом 2010 года интерес к Петровичу проявляли «Валенсия» и «Спортинг» из Лиссабона.
30 июня 2011 года «Витесс» на своём официальном сайте объявил, что Петрович перейдёт в голландский клуб. В этот же день «Партизан» подтвердил данную информацию. Несколько дней спустя появилось сообщение о том, что стороны не достигли соглашения в подписании контракта из-за разногласий в сумме компенсации агенту игрока.
9 августа 2011 Петрович получил разрешение на работу в Англии и подписал контракт с «Блэкберн Роверс» сроком на 4 года. Летом 2012 года, после вылета «Блэкберна» из Премьер-лиги, Петрович перешёл в турецкий клуб «Генчлербирлиги».
26 мая 2015 года было объявлено о переходе Радосава в киевское «Динамо» как свободного агента, контракт рассчитан на 5 лет.

## Карьера в сборной
11 октября 2008 года Радосав Петрович дебютировал за молодёжную сборную Сербии в отборочном турнире к чемпионату Европы среди молодёжных команд против сборной Дании. За основную сборную Сербии Петрович дебютировал 12 августа 2009 года в товарищеском матче со сборной ЮАР.
Петрович был включён Радомиром Античем в состав сборной Сербии на чемпионат мира 2010 года
. На турнире Петрович сыграл в победном матче против сборной Германии (1:0), выйдя на замену на 75-й минуте матча. Сербы одержали одну победу в групповом раунде и вылетели из турнира.
Первый гол за сборную Сербии Радосав Петрович забил 3 июня 2011 года в товарищеском матче против сборной Южной Кореи.

### Голы за сборную
| #  | Дата        | Место | Соперник    | Счёт | Результат | Соревнование      |
| -- | ----------- | ----- | ----------- | ---- | --------- | ----------------- |
| 1. | 3 июня 2011 | Сеул  | Южная Корея | 1:2  | 1:2       | Товарищеский матч |

## Достижения
«Партизан»
- Чемпион Сербии (3): 2008/09, 2009/10, 2010/11
- Обладатель Кубка Сербии (2): 2008/09, 2010/11

«Динамо» (Киев)
- Чемпион Украины: 2015/16

«Спортинг» (Лиссабон)
- Обладатель Кубка Португалии: 2018/19